# Harald Conrad
Harald Conrad ハラルト・コンラット (* 1966 in Monschau) ist ein deutscher Volkswirt und Japanforscher. Seit 2019 ist er Professor an der Heinrich-Heine-Universität, Düsseldorf, wo er am Institut für Modernes Japan den Lehrstuhl III innehat.

## Biografie
Harald Conrad wurde 1966 in Monschau geboren und absolvierte von 1988 bis 1991 eine Buchhändlerlehre bei M. Jacobi’s Nachfolger in Aachen. Von 1991 bis 1996 studierte er Volkswirtschaft an der Wirtschaftswissenschaftlichen Fakultät der Universität zu Köln, an der er im Jahr 2000 auch mit summa cum laude promovierte.
Von 1994 bis 1995 war er Stipendiat des Deutschen Akademischen Austauschdienstes (DAAD) an der Hitotsubashi-Universität in Tokio und von 1996 bis 1998 Stipendiat des japanischen Kultusministeriums an der Keiō-Universität in Tokio.
Von 2000 bis 2005 arbeitete Conrad als wissenschaftlicher Mitarbeiter und von 2005 bis 2007 als stellvertretender Direktor am Deutschen Institut für Japanforschung (DIJ) in Tokio.
Von 2007 bis 2008 war er Associate Professor an der Ritsumeikan Asia Pacific University in Beppu, Japan. Von 2008 bis 2019 war er als Sasakawa und später Senior Lecturer in Japan’s Economy and Management an der School of East Asian Studies an der University of Sheffield, England, tätig. Seit 2019 ist Conrad sowohl Honorary Senior Lecturer der School of East Asian Studies der University of Sheffield als auch Inhaber des Lehrstuhls III des Instituts für Modernes Japan der Heinrich-Heine-Universität, Düsseldorf. In den Jahren 2012 bis 2017 hatte Conrad mehrere Gastprofessuren an der Ruhr-Universität Bochum und der Dōshisha-Universität in Kyōto inne. Er ist Fellow Higher Education Academy (FHEA) und Mitglied des Herausgeberrates der Fachzeitschriften „Japan Forum“ und „Contemporary Japan“.

## Würdigungen
Im Jahr 2000 erhielt Conrad den Erhardt-Imelmann-Preis der Universität zu Köln für seine Dissertation zum japanischen Rentensystem. Im Jahr 1991 wurde er für seine Prüfungsleistungen als Buchhandelslehrling durch den Verband der Verlage und Buchhandlungen in NRW e.V. ausgezeichnet.

## Publikationen

### Bücher
- The Japanese Social Security System in Transition – An Evaluation of the Current Pension Reforms. München 2001: iudicium Verlag.
- Reformen und Problembereiche der öffentlichen Rentenversicherung in Japan. Marburg 2000: Tectum Verlag.

### Herausgeberschaften
- Mit: Heindorf, Viktoria; Waldenberger, Franz: Human Resource Management in Aging Societies-Perspectives from Japan and Germany. Basingstoke 2008: Palgrave Macmillan.
- Mit: Coulmas, Florian;Schad-Seifert, Annette und Gabrielle Vogt: The Demographic Challenge – a Handbook about Japan. Leiden 2008: Brill Academic Publishers.
- Mit: Kroker, Rolf: Deutschland und Japan – Mit Reformen zu neuer Dynamik. Köln 2003: Deutscher Institutsverlag.
- Mit: Lützeler, Ralph: Aging and Social Policy – A German-Japanese Comparison. München 2002: iudicium Verlag.
- Mit: Saaler, Sven: Japanstudien 13 – Wohnen in Japan. München 2001: iudicium Verlag.
- 亀田鵬斎印譜集 „Kameda Bōsai Inbu-shū“. 東京2000: 芸林逍遥木曜会.

### Aufsätze
- Mit: Hendrik Meyer-Ohle: Overcoming the Ethnocentric Firm? – Foreign Fresh University Graduate Employment in Japan as a New International Human Resource Development Method, International Journal of Human Resource Management, 30(17): 2525–2543.
- Mit: Kenta Koyama und Hendrik Meyer-Ohle: 外国籍新卒社員の採用と活躍 [Three-part series of articles on: The Employment and Activities of Young Foreign Graduates], Rōsei Jihō.
- Mit: Hendrik Meyer-Ohle: Transnationalization of a Recruitment Regime: Skilled Migration to Japan, International Migration, 57(3): 250–265.
- Mit: Hendrik Meyer-Ohle: Brokers and the Organization of Recruitment of ‚Global Talent‘ by Japanese Firms – A Migration Perspective, Social Science Japan Journal, 21(1): 67–88.
- Mit: Sonja Bobrowska: Discourses of Female Entrepreneurship in the Japanese Business Press – 25 Years and Little Progress, Japanese Studies, 37(1): 1–22.
- Managing (Un)certainty in the Japanese Antique Art Trade – How Economic and Social Factors Shape a Market, Japan Forum, 28(2): 233–254.
- Mit: Jim McCafferty: United Kingdom Fund Managers and Institutional Investors’ – Attitudes Toward Japanese Equities, The Japanese Economy, 39(1): 105–130.
- National System of Production and Welfare Regime Dynamics in Japan since the Early 2000s, Journal of Social Policy, 41(1): 119–140.
- ドイツにおける労働市場改革の問題点 [Die Probleme jüngster Arbeitsmarktreformen in Deutschland]. In: 労働政策研究・研修機構 (Japanese Institute for Labour Policy and Training – JILPT) (Hrsg.): ドイツにおける労働市場改革ーその評価と展望. Tokyo 2006: JILPT. S. 63–73.
- 近年のドイツにおける企業年金制度の展開 [Jüngste Entwicklungen in der betrieblichen Alterssicherung in Deutschland], 海外社会保障研究 (The Review of Comparative Social Security Research), 2015(151): 98–109.